# جون شتاين
جون شتاين (بالإنجليزية: John Stein)‏ هو معلم موسيقى أمريكي، ولد في 19 يونيو 1949.

## وصلات خارجية
- جون شتاين على موقع أول ميوزيك (الإنجليزية)